# Длъгня
Длъгня е село в Северна България. То се намира в община Дряново, област Габрово.

## География
Село Длъгня е разположено в централна Стара планина, в Габровския балкан, Дряновска община.

## История
На 300 м. южно, зад Могилата се намира голямо римско селище от 1 – 2 век. На 400 – 500 м. югозападно има римска крепост от 3 – 4 век.

## Население
Преброяване на населението през 2011 г.
Численост и дял на етническите групи според преброяването на населението през 2011 г.:
|                     | Численост | Дял (в %) |
| Общо                | 58        | 100,00    |
| Българи             | 24        | 41,37     |
| Турци               | 14        | 24,13     |
| Цигани              | 6         | 10,34     |
| Други               | 4         | 6,89      |
| Не се самоопределят | 0         | 0,00      |
| Неотговорили        | 10        | 17,24     |

## Културни и природни забележителности
Черквата „Св. Димитър“ е типично възрожденска, строена през 1842 г., а през 1936 г. непосредствено до нея е издигната камбанарията. Няколко икони от Длъгньовската черква са по-стари от тези на Дряновския манастир. В двора има стара двуетажна сграда, където се е помещавало килийното училище (1867 г.). Там се помещава службата на кметския наместник, приемна и фотогалерия.

## Редовни събития
- 26 октомври – Храмов празник „Свети Димитър“ и събор.